# فرنسيسكو فرنانديز (رياضي)
فرنسيسكو فرنانديز (بالإسبانية: Francisco Fernández Miranda)‏ (و. 1986  م) هو رياضي، ولاعب كرة الماء إسباني، ولد في مدريد، شارك في الألعاب الأولمبية الصيفية 2016.

## روابط خارجية
- فرنسيسكو فرنانديز على موقع الاتحاد الدولي للسباحة (الإنجليزية)
- فرنسيسكو فرنانديز على موقع اللجنة الأولمبية الدولية (الإنجليزية)
- فرنسيسكو فرنانديز على موقع أوليمبيديا (الإنجليزية)
- فرنسيسكو فرنانديز على موقع اللجنة الأولمبية الإسبانية (الإسبانية)